# 西川祐代
西川 祐代（にしかわ すけよ、生没年不詳）とは、江戸時代の京都の浮世絵師。

## 来歴
西川祐信の門人で花月亭と号す。作画期は宝暦から天明の頃にかけてで、版本の挿絵を描いた。『増訂浮世絵』は「その絵本の出版元は、祐信の絵本を多く出した京都寺町通松原下ル町の菊屋喜兵衛であるから、祐信門であることは疑ない」とする。一説には祐信の娘かともいわれるが、『西村祐信画譜』は『絵本千代鏡』序文の記述から、「女にてはあらざるべし」と述べている。

## 作品
- 『軽口笑顔草』一冊　噺本　※宝暦11年（1761年）刊行
- 『絵本初音森』二冊　絵本　※宝暦11年刊行
- 『絵本御代春』二巻　絵本　※宝暦12年刊行
- 『絵本千代鏡』二冊　絵本　※天明7年（1787年）刊行
- 『新軽口初商』一冊　噺本　※刊行年不明